# Stefano Della Santa
Stefano Della Santa   (Lucca, 22 de maig de 1967) és un ciclista italià, ja retirat, que fou professional entre 1989 i 2000. Durant la seva carrera professional aconseguí una quinzena de victòries, sent les més destacades la Bicicleta Basca (1994), la Setmana Catalana de Ciclisme (1994) i la Volta a Andalusia (1994 i 1995).

## Palmarès
- 1990
  - Vencedor d'una prova del Trofeo dello Scalatore
- 1991
  - Vencedor d'una prova del Trofeo dello Scalatore
- 1993
  - 1r al Giro de Campania
  - 1r al Trofeu Melinda
- 1994
  - 1r de la Bicicleta Basca
  - 1r de la Volta a Andalusia i vencedor de 2 etapes
  - 1r de la Setmana Catalana de Ciclisme i vencedor d'una etapa
- 1995
  - 1r de la Volta a Andalusia
  - 1r al Gran Premi de Zamudio
- 2000
  - Vencedor d'una etapa del Tour de Beauce

### Resultats al Giro d'Itàlia
- 1990. Fora de control (9a etapa)
- 1991. 22è de la classificació general
- 1992. No surt (16a etapa)
- 1993. 21è de la classificació general
- 1994. Abandona (15a etapa)

### Resultats a la Volta a Espanya
- 1995. 10è de la classificació general